# José Belloni
José Leoncio Belloni Garaycochea (Montevideo, 12 de septiembre de 1882, Ib., 28 de noviembre de 1965) fue un escultor uruguayo, autor de monumentos emblemáticos que se encuentran en plazas y parques de ese país.

## Biografía
Nació en Montevideo en 1882, hijo de un inmigrante suizo, proveniente de Lugano (cantón del Tesino), y de una vasca española. Ocho años después sus padres se separan, su madre y sus hermanas permanecen en Montevideo y él viaja con su padre a la ciudad de Lugano (Suiza), donde comenzó su carrera artística en la Escuela Cantonal de Arte con el maestro Luigi Vassalli, en la Escuela Profesional de dicha ciudad. Vuelto al Uruguay obtuvo por concurso una beca de escultura en el año 1899. Regresó a Europa, donde concurrió a la Academia de Múnich, continuó enviando anualmente sus trabajos a las exposiciones de esa ciudad, como asimismo a las de Roma, Ginebra, Budapest, Lugano, Lausana y Neuchâtel. Enseñó dibujo profesional en Tesino (Suiza).
Finalizada su beca regresó a Montevideo, donde fue designado por la Comisión del Círculo Fomento de Bellas Artes, para dirigir las clases de modelado y de dibujo ornamental, cargo que ocupó hasta el año 1914, cuando con motivo de la muerte del director, el pintor Carlos María Herrera, fue designado para ocupar esa vacante.

Homenaje a José Belloni el 14 de octubre de 1962. Parque José Batlle y Ordóñez. Al centro: José Belloni.

En el año 1910 concurrió a la exposición de Arte del Centenario argentino, en el que obtuvo medalla de plata por su obra Angustia. En esa época participó de un concurso a escultores nacionales y extranjeros para la creación de un monumento en homenaje a José Gervasio Artígas en el que finalmente fue seleccionada la propuesta del escultor italiano Ángel Zanelli.
En 1921, realizó el monumento conmemorativo a la memoria del pintor uruguayo Carlos María Herrera, ubicado en el Paseo del Prado.
En 1951 comienza la maqueta de El Entrevero, obra que continuará ampliando y mejorando hasta 1964.
En 1954 viajó nuevamente a Europa, expuso en Lugano una serie de obras vinculadas a las tradiciones camperas del Uruguay.
Dentro de su vasta obra cabe mencionar el monumento a La Carreta, emplazado en el Parque José Batlle y Ordóñez, una de las más admirables obras del género escultórico, que alcanzara justa fama universal, así como La Diligencia, ubicada en el Prado, obra de similares características a la anterior.
Es también autor de algunas figuras decorativas del Salón de los Pasos Perdidos, dos de las Cariátides y los tímapanos laterales del Palacio Legislativo.
Paralelamente a su producción artística se desempeñó en la docencia, al frente de la clase de modelado y dibujo al natural y modelo vivo en la Facultad de Arquitectura. Una desbordante tarea de taller absorbió lo mejor del genio creador del artista. 
Entre las diversas esculturas y monumentos ubicados en lugares públicos de Montevideo se puede citar: los monumentos a Ansina, Juan Manuel Blanes, Dr. Julio Carrere, El Aguatero, Dr. Luis Morquio, Nuevos rumbos, José Enrique Rodó, Guillermo Tell y María Eugenia Vaz Ferreira.
Belloni falleció en 1965 Montevideo, donde continuaba trabajando intensamente en sus esculturas a los 83 años de edad. El monumento El Entrevero fue inaugurado en 1967 en la Plaza Fabini.

## Lista de obras
Sus grandes monumentos de tema histórico son parte esencial de la cultura del Uruguay:
| Obra | Título                     | Fecha | Ubicación                          | País    |
| ---- | -------------------------- | ----- | ---------------------------------- | ------- |
|      | Angustia                   | 1910  |                                    |         |
|      | Carlos María Herrera       | 1914  |                                    |         |
|      | María Eugenia Vaz Ferreira | 1921  |                                    |         |
|      | La Música                  | 1923  |                                    | Uruguay |
|      | La Carreta                 | 1929  | Parque Batlle (Montevideo)         | Uruguay |
|      | Guillermo Tell             | 1931  | Parque Rodó (Montevideo)           | Uruguay |
|      | Luis Morquio               | 1938  |                                    |         |
|      | Ansina                     | 1944  | Tres Cruces                        | Uruguay |
|      | José Enrique Rodó          | 1947  | Parque Rodó                        |         |
|      | Juan Manuel Blanes         | 1947  |                                    |         |
|      | Nuevos rumbos              | 1948  | Parque Rodó (Montevideo)           | Uruguay |
|      | La Diligencia              | 1952  | Prado (Montevideo)                 | Uruguay |
|      | Dionisio Díaz              | 1953  | Treinta y Tres                     | Uruguay |
|      | El Entrevero               | 1967  | Plaza Fabini, Centro de Montevideo | Uruguay |